# Struthisca agitata
Struthisca agitata is een vlinder van de familie van de zakjesdragers (Psychidae). De wetenschappelijke naam van deze soort is voor het eerst voorgesteld door Edward Meyrick in een publicatie uit 1913.
De soort komt voor in Zuid-Afrika.